# Hovmantorps Dragkampklubb
Hovmantorps Dragkampklubb, HDK,  är en svensk dragkampsklubb från Hovmantorp. Klubben bildades år 1995. 
Hovmantorps Dragkampklubb har, sedan samarbetet med Växjö AIS avslutades 2006, varit en framträdande klubb inom svensk dragkamp med landslagsdeltagare både på juniornivå och seniornivå. De har vunnit SM-guld och elitserieguld i ungdomsklassen år 2007 och 2008. År 2008 vann HDK även elitserieguld i Herrar 600kg. År 2009 bärgades klubbens första SM-guld på seniornivå i viktklassen Herrar 560kg.  

## Historia
- 1995 - Klubben bildas i Hovmantorp.
- 2006 - Växjö AIS och HDK splittras och träningen sker nu endast i Hovmantorp.

### Säsongen 2007
Efter uppbrytandet med Växjö AIS satsade klubben mest på ungdomsdragkamp (U560kg) och säsongen 2007 resulterade detta i stora framgångar. Alla drag i elitserien och SM slutade med vinst och således slutade klubben som obesegrad guldmedaljör i både SM och elitserien. I J600kg togs ett brons på SM. Fyra dragare representerade även Sverige i ungdoms-VM i Minehead, Storbritannien. VM slutade där med en bronsmedalj. Inom individuell dragkamp fick klubben fyra medaljer, varav två guld, på SM. En representant fanns också i U-23-landslaget som tog ett silver.

### Säsongen 2008
År 2007:s bravader återupprepade sig år 2008. I U560kg i elitserien och SM slutade alla drag med vinst och gulden bärgades även detta år. Även H600kg slutade i elitserien med guld och i H560kg i SM fick klubben silver och brons. I år hade man även hela sex dragare med i ungdomstruppen till VM på hemmaplan i Stenungsund. 